# Smoke on the Water

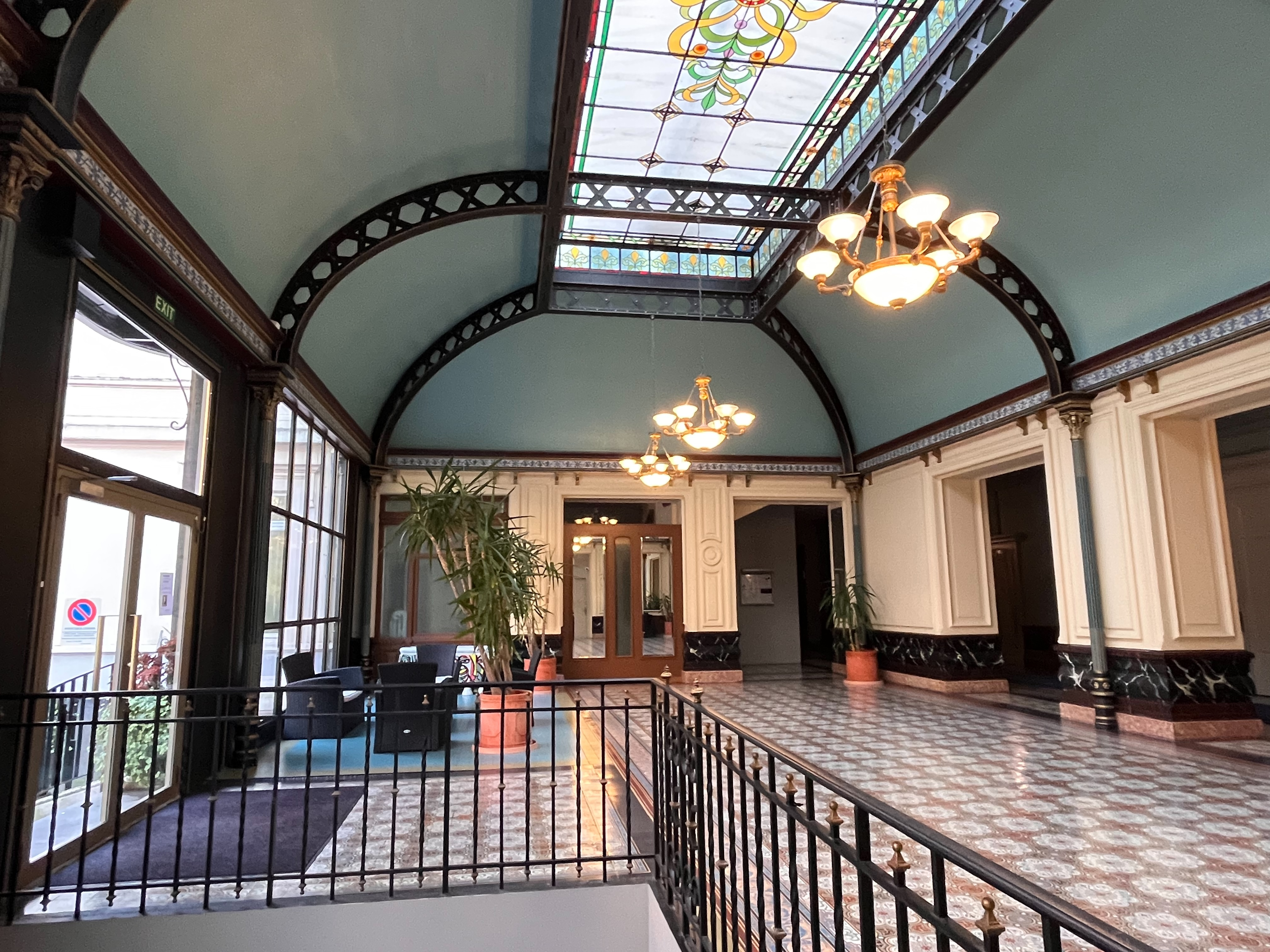
Der heute sanierte Eingangsbereich des Grand Hôtel (Hôtel des Alpes) in Territet. Rechts der Durchgang in den Flurbereich, der für die Aufnahmen zu Machine Head als Studio genutzt wurde.

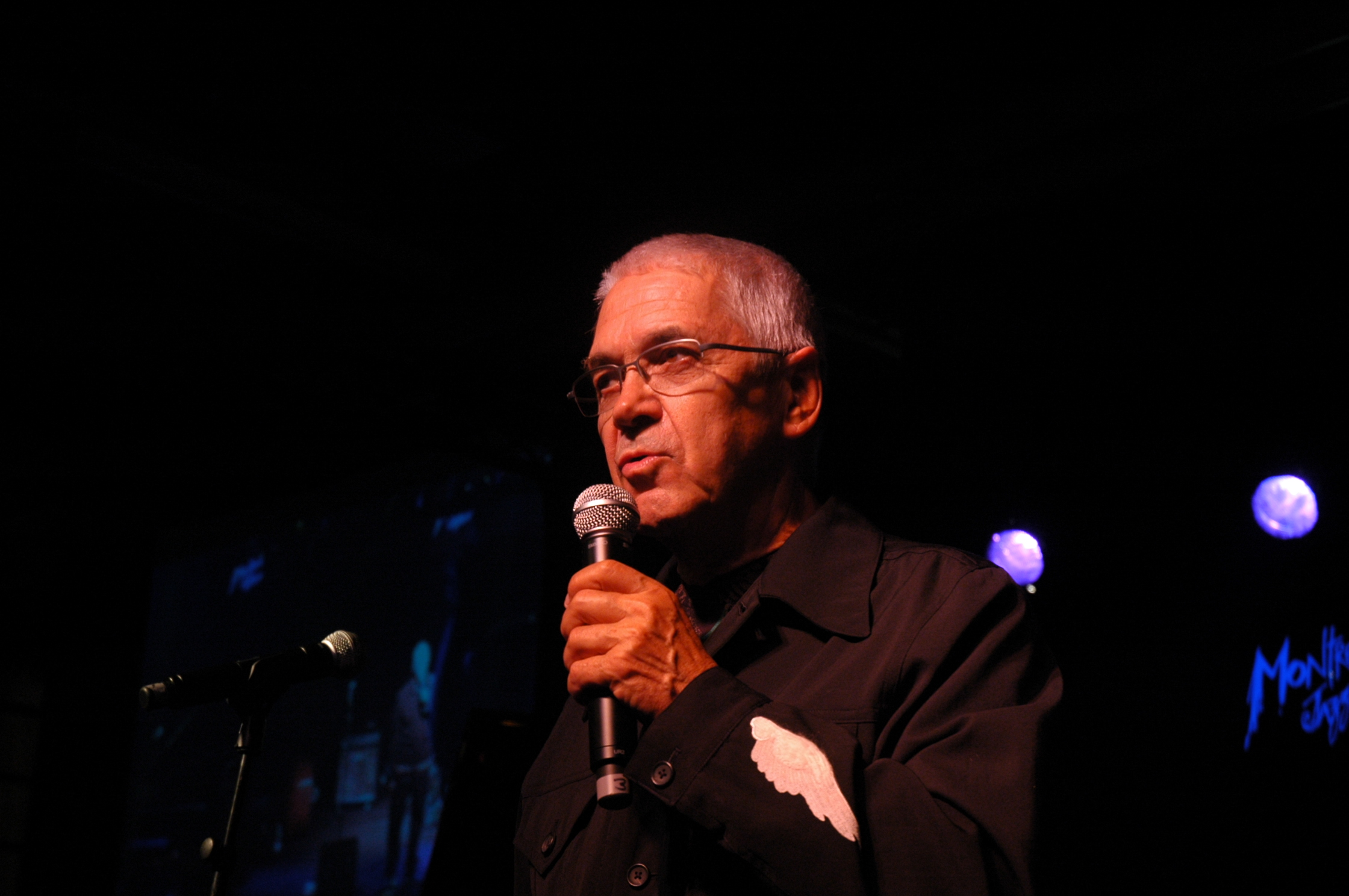
Claude Nobs, der als „Funky Claude“ im Lied erwähnt wird (2006)

Smoke on the Water ist ein 1971 entstandenes Lied der britischen Rockband Deep Purple, das 1972 auf dem Album Machine Head erschien. Das Lied erreichte Platz vier der amerikanischen Billboard-Charts, gilt mit über 12 Millionen verkauften Exemplaren als eines der meistverkauften und bekanntesten Werke der Rockmusik und wurde in die Rock and Roll Hall of Fame aufgenommen.
Laut einer US-amerikanischen Umfrage ist Smoke on the Water das bekannteste Lied nach deren Nationalhymne. Die Zeitschrift Ultimate Classic Rock listete Smoke on the Water auf Platz 1 der Top 10 Deep Purple Songs. Es existieren zahlreiche Zitate und Coverversionen, darunter eine Neueinspielung durch das Fundraising-Projekt Rock Aid Armenia.

## Entstehung
Am 4. Dezember 1971 war Deep Purple in Montreux, um ein neues Album in einem mobilen Tonstudio, das sie von den Rolling Stones gemietet hatten, aufzunehmen. Sie bezogen Quartier in einem Gebäude, das zum Casino von Montreux gehörte (das „gambling house“, auf das der Text sich bezieht). An diesem Abend gaben Frank Zappa und The Mothers of Invention im Rahmen des Montreux Jazz Festival 1971 ein Konzert im Casino, während dessen ein Feuer ausbrach. Angeblich hatte ein Schweizer Fan mit einer Signalpistole an die Decke des Konzertsaals geschossen („some stupid with a flare gun“ heißt es im Text). Der gesamte Gebäudekomplex mitsamt dem Equipment der Mothers wurde zerstört. Der „Funky Claude“, der im Lied erwähnt wird, war Claude Nobs, der Direktor des Montreux Jazz Festivals, der den Besuchern half, sich vor dem Feuer zu retten („Funky Claude was running in and out/Pulling kids out the ground“). Der Titel des Songs, dessen Arbeitstitel ursprünglich Durh, Durh, Durh hieß, bezieht sich auf den Rauch, der sich über dem Genfersee ausbreitete und der von den Musikern von Deep Purple in ihrem Hotel beobachtet wurde. Vom Zappa-Konzert existiert ein Bootleg mit dem Titel Swiss Cheese/Fire!
Deep Purple hatte nun das teure Tonstudio, aber keinen Ort mehr, an dem sie ihre Aufnahmen machen konnten. Auf der Suche nach geeigneten Räumlichkeiten fand Nobs für die Band das Theater Pavillon. Nachdem Deep Purple mit den Aufnahmen begonnen hatte, beschwerten sich Nachbarn über den Lärm und die Polizei sorgte für eine Beendigung der Aufnahmen. Schließlich, nach einer Woche des Suchens, mietete die Band das fast leerstehende Montreux Grand Hôtel, dessen Erdgeschossflur in ein Aufnahmestudio umgewandelt wurde. Nahezu alle Aufnahmen für das erfolgreichste Deep-Purple-Album Machine Head erfolgten hier. Smoke on the Water war jedoch das einzige Lied, das nicht im Grand Hotel aufgenommen wurde; es wurde erst später vollendet, nachdem der Basic Track für den Song das einzige Ergebnis der abgebrochenen Pavillon-Aufnahmen war.

## Musik

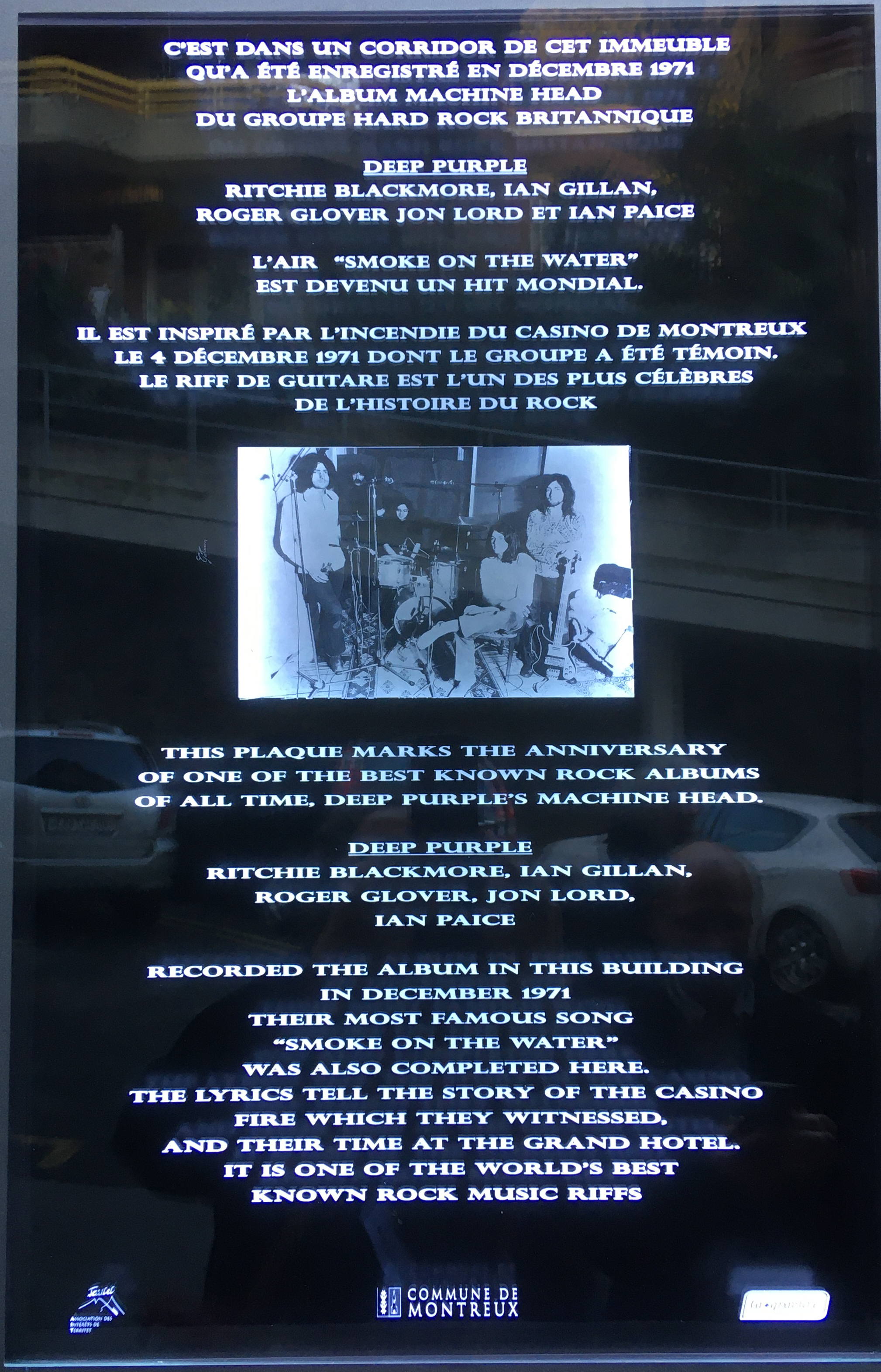
Gedenktafel am ehemaligen Grand Hôtel

Historisches Casino von Montreux, das 1971 niederbrannte (1949)

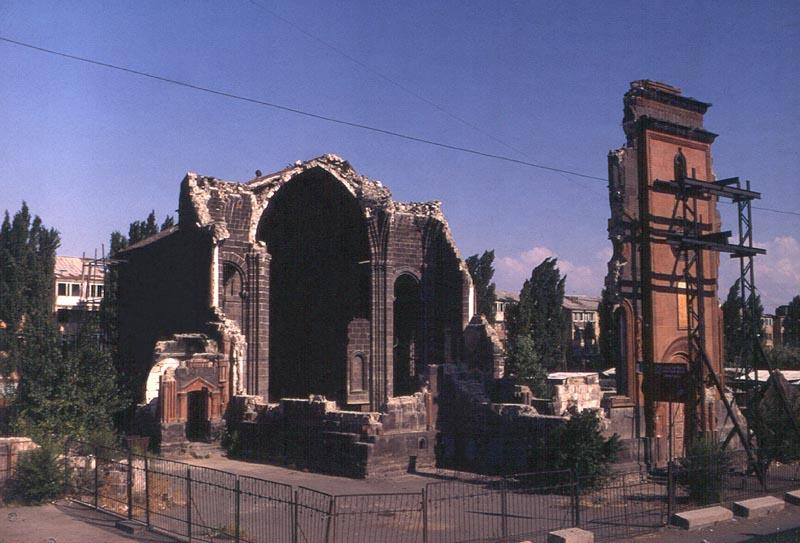
Die Trümmer der Erlöserkirche von Gyumri nach dem Erdbeben

Das Stück ist durchgängig in g-moll und im 4/4-Takt notiert. Das markante Leitmotiv besteht aus Quart-Zweiklängen der Leadgitarre. Der Riff baut ausschließlich auf den Stufen I, III und IV sowie der verminderten V. Stufe auf. Blackmore zog hierfür seine Inspiration aus dem prägenden Motiv der 5. Sinfonie, c-Moll, Op. 67 von Ludwig van Beethoven, das er einer Umkehrung unterzog und dem er weitere Interpretationen hinzufügte.
Dieser Riff, der wohl für viele Gitarrenanfänger der erste ist, den sie auf ihrem Instrument beherrschen, wird zunächst von Ritchie Blackmore zweimal alleine auf der E-Gitarre (links im Stereopanorama) gespielt, wobei er sogenannte Doppelgriffe einsetzt, also jeweils zwei Saiten gleichzeitig niederdrückt und mit den Fingern (statt mit dem Plektrum) anschlägt.
Bei der dritten Wiederholung kommt neben einer Riffdopplung von Jon Lord auf seiner verzerrten Hammond-Orgel (rechts im Stereopanorama) auch Schlagzeuger Ian Paice mit einem Sechzehntel-Rhythmus auf der Hi-Hat dazu, den er im vierten Durchgang durch Snare-Schläge auf den Zählzeiten 2 und 4 ergänzt.
Bei der fünften Wiederholung fügt Paice die Bassdrum auf den gleichen Zählzeiten hinzu und Roger Glover setzt mit Achtelnoten auf dem E-Bass ein. Es folgt ein letzter Durchgang mit der bisherigen Instrumentation, wobei Paice nun durchgehende Achtelnoten auf der Bassdrum spielt, bevor Ian Gillan mit der ersten Strophe des Songs beginnt.
Bei Live-Darbietungen, unter anderem auf dem Album Made in Japan zu hören, wird zusätzlich ein Solo der Hammond-Orgel eingefügt. Der Song endet dann in einem imitierenden Soloduell zwischen Orgel und E-Gitarre. Dieses Konzept wurde auch in Livedarbietungen nach der Mk-II-Besetzung beibehalten.

## Rezeption
Smoke on the Water war Teil des Albums Machine Head, das im Frühjahr 1972 veröffentlicht wurde. Der Song wurde jedoch erst ein Jahr später als Single veröffentlicht und erreichte im Sommer 1973 die Nummer 4 der US-amerikanischen Billboard Hot 100.
Das Stück wurde zum festen Bestandteil der Konzerte von Deep Purple, wo es vor allem zum virtuosen Wechselspiel zwischen Lords Orgel und Blackmores Gitarre genutzt wurde. Eine Live-Version ist auf dem Doppel-Live-Album Made in Japan zu hören, ebenso auf der DVD Perihelion. Während Gillans Intermezzo bei Black Sabbath im Jahr 1983 wurde Smoke on the Water auf Tour regelmäßig als Zugabe gespielt.

## Kommerzieller Erfolg

### Chartplatzierungen
| ChartsChartplatzierungen       | Höchstplatzierung | Wochen/ Monate |
| ------------------------------ | ----------------- | -------------- |
| Deutschland (GfK)              | 20 (15 Wo.)       | 15 Wo.         |
| Österreich (Ö3)                | 11 (4 Mt.)        | 4 Mt.          |
| Vereinigte Staaten (Billboard) | 4 (16 Wo.)        | 16 Wo.         |
| Vereinigtes Königreich (OCC)   | 21 (7 Wo.)        | 7 Wo.          |

| ChartsJahrescharts (1973)      | Platzierung |
| ------------------------------ | ----------- |
| Vereinigte Staaten (Billboard) | 50          |

### Auszeichnungen für Musikverkäufe
| Land/Region                  | Auszeichnungen für Musikverkäufe (Land/Region, Auszeichnung, Verkäufe) | Verkäufe  |
| ---------------------------- | ---------------------------------------------------------------------- | --------- |
| Brasilien (PMB)              | Gold                                                                   | 30.000    |
| Italien (FIMI)               | Platin                                                                 | 100.000   |
| Neuseeland (RMNZ)            | Platin                                                                 | 30.000    |
| Spanien (Promusicae)         | Gold                                                                   | 30.000    |
| Vereinigte Staaten (RIAA)    | Gold                                                                   | 1.000.000 |
| Vereinigtes Königreich (BPI) | Gold                                                                   | 400.000   |
| Insgesamt                    | 4× Gold · 2× Platin ·                                                  | 1.590.000 |

## Neueinspielung durch Rock Aid Armenia
Am 7. Dezember 1988 um 11:41 Uhr Ortszeit erschütterte das Erdbeben von Spitak den Norden Armeniens. Jon Dee, ein australischer Kampagnenaktivist, sah Filmaufnahmen und Bilder aus dem Katastrophengebiet und schilderte später:

„Das Material, das ich aus Armenien bekam, war wirklich schrecklich. Ganze Gemeinden waren von der Landkarte gewischt worden. Die Straßen waren voller Menschen, die den Verlust von Familienmitgliedern beklagten. Schulen waren zusammengestürzt und viele Kinder waren dadurch getötet worden. Die traurigsten Bilder waren die von Leuten, die kleine Särge mit toten Babys darin trugen. Die Unglückszone war eine kalte und hoffnungslose Gegend.“

Dee rief das Hilfsprojekt Rock Aid Armenia ins Leben mit dem Plan, Smoke on the Water mit namhaften Musikern neu einzuspielen. David Gilmour war von der Idee begeistert und erlaubte, dass Dee mit Verweis auf seine Teilnahme weitere Musiker für das Projekt zu gewinnen versuchte. Letztlich nahmen Bryan Adams, Geoff Beauchamp, Ritchie Blackmore, Bruce Dickinson, Geoff Downes, Keith Emerson, Ian Gillan, David Gilmour, Tony Iommi, Alex Lifeson, Brian May, Paul Rodgers, Chris Squire und Roger Taylor den Titel zusammen neu auf. Der Sänger des Originals von 1972 Ian Gillan, Bruce Dickinson von Iron Maiden und Paul Rodgers übernahmen den Gesangspart je einer Strophe.
Die Aufnahmen in den Metropolis Studios in Chiswick, London, begannen am 8. Juli 1989. In insgesamt fünf Sessions, die in unregelmäßigen Abständen bis zum 24. September 1989 stattfanden, wurde die Single von Gary Langan und Geoff Downes produziert. Am 30. Dezember 1989 erreichte sie mit Platz 39 ihre Spitzenposition in den britischen Charts. Es wurde außerdem ein mit Keyboards angereicherter Radio-Mix angefertigt, der auf dem 1990 veröffentlichten The Earthquake Album erschien. Die Einnahmen des All-Star-Musik-Projekts gingen in den Wiederaufbau der zerstörten Region in Armenien.
Im Jahr 2010, 21 Jahre nach der ersten Veröffentlichung, brachte Jon Dee die mit einer begleitenden DVD versehene EP Smoke on the Water - The Metropolis Sessions heraus. Auf ihr war ein von Dee und Josh Wermut 2010 erstellter Remix des Liedes enthalten, außerdem der Original-Mix von 1989, der Radio-Mix von 1990 sowie eine Aufnahme der Gesangseinspielung von Ian Gillan für die 1989 aufgenommene Fernsehdokumentation. Die DVD enthielt den Videoclip von 1989 sowie den Beitrag The Making of Smoke on the Water.
Zu seinen Motiven für die Wiederveröffentlichung schrieb Dee:

„Vor zwei Jahren wurde ich von Ara Tadevosyan über den aktuellen Stand in der Erdbebenregion informiert. Das Leben ist für die Menschen dort immer noch sehr schwierig, und wir fanden heraus, dass eine Kinder-Musikschule in Gyumri immer noch nicht wieder aufgebaut werden konnte. Deshalb entschieden wir uns, das Projekt wieder ins Leben zu rufen. Jeden Cent des Geldes, das wir damit einnehmen, fließt in den Wiederaufbau dieser Schule.“

Demselben Ziel widmet sich auch das von Ian Gillan und Tony Iommi 2011 gestartete Projekt Who Cares, mit dem Konstanz in die Bemühungen um den Wiederaufbau der Schule gebracht wird.

## Weitere Coverversionen
Der Titel wurde von vielen Künstlern als Coverversion aufgenommen oder live gespielt, unter anderem von Iron Maiden, AC/DC, Black Sabbath, Paul Di’Anno (ex-Iron Maiden), Six Feet Under, Metalium, der polnischen Heavy-Metal-Band Acid Drinkers, der koreanischen Thrash-Metal-Band Crash, dem kanadischen Künstler Nash the Slash (mit dem geänderten Titel Dopes on the Water), außerdem von Angra und vielen anderen. Er wurde live bei den G3-Konzerten dargeboten und ist auf dem Live-Album G3: Live in Tokyo enthalten. Weird Al Yankovic nahm den Titel für sein erstes Polka-Medley Polkas on 45 auf.
Der R&B-Sänger Pat Boone spielte das Lied 1997 für sein Album In a Metal Mood: No More Mr. Nice Guy ein, wobei Richie Blackmore als Leadgitarrist mitwirkte und Dweezil Zappa ein Solo beisteuerte. Der deutsche Techno-Musiker Uwe Schmidt nahm das Lied unter dem Pseudonym Señor Coconut 2003 für sein Album Fiesta Songs auf. 2007 erschien das Lied auf dem von Dream Theater live gecoverten Made in Japan-Album. Carlos Santana nahm den Titel 2010 für sein Album Guitar Heaven: The Greatest Guitar Classics of All Time auf und engagierte für den Gesang Jacoby Shaddix, den Sänger der Gruppe Papa Roach.

## Guitar Hero
Smoke on the Water ist Teil der Ausgaben von Guitar Hero, Guitar Hero II und Guitar Hero: Greatest Hits (Smash Hits).

## In der Literatur
Die Literaten Peter Simm und Silvia Sussmann nannten ihr 2008 erschienenes Buch in Anlehnung an den Song Schlussakkord oder Smoke on the water.